# Jamie Leweling
Jamie Leweling (Núremberg, 26 de febrero de 2001) es un futbolista alemán que juega en la demarcación de centrocampista para el VfB Stuttgart de la Bundesliga.

## Biografía
Tras formarse como futbolista en el 1. SC Feucht y en el 1. FC Nürnberg, en 2017 pasó a la disciplina del SpVgg Greuther Fürth. Allí empezó a subir de categoría hasta que en 2019 debutó con el primer equipo. Lo hizo en un encuentro de la 2. Bundesliga contra el FC Erzgebirge Aue. Permaneció en el club hasta julio de 2022, momento en el que se marchó traspasado al 1. FC Union Berlin. Tras la primera temporada, en la que disputó 25 partidos, fue cedido al VfB Stuttgart.

## Selección nacional
El 14 de octubre de 2024 hizo su debut con la selección de Alemania en un encuentro de la Liga de Naciones de la UEFA 2024-25 frente a Países Bajos en el que marcó el único gol del partido.

## Clubes
| Club                 | País     | Año       | Partidos | Goles |
| -------------------- | -------- | --------- | -------- | ----- |
| SpVgg Greuther Fürth | Alemania | 2019-2022 | 84       | 9     |
| 1. FC Union Berlin   | Alemania | 2022-2023 | 25       | 1     |
| VfB Stuttgart        | Alemania | 2023-     | 75       | 9     |

## Palmarés

### Campeonatos nacionales
| Título           | Club          | País     | Año  |
| ---------------- | ------------- | -------- | ---- |
| Copa de Alemania | VfB Stuttgart | Alemania | 2025 |